# Liobracon geniculatus
Liobracon geniculatus är en stekelart som först beskrevs av Brulle 1846.  Liobracon geniculatus ingår i släktet Liobracon och familjen bracksteklar. Utöver nominatformen finns också underarten L. g. manaicus.